# Nossa Senhora faz meia
"Nossa Senhora faz meia" é o incipit de uma quadra da autoria do poeta português António Nobre escrita na cidade de Coimbra em 1890 mas só foi publicada no ano de 1892 na obra Só.
A importância e singularidade desta trova advêm da facilidade com que entrou na cultura popular, tornando-se seguramente numa das mais conhecidas composições deste poeta. Assim, faz parte de várias canções de Natal portuguesas. Destas, destacam-se "Nossa Senhora faz meia", recolhida entre 1932 e 1935 em Elvas por Rodney Gallop, e o fado vianinha chamado "Serão da Virgem" que utiliza esta quadra como mote, com glosas da autoria de João Linhares Barbosa.
Esta quadra lusa atravessou também a fronteira, existindo uma adaptação em galego, "Nosa Señora fai medias".